# Saison 2022-2023 de l'AS Rome
Chronologie
Saison précédente Saison suivante
La saison 2022-2023 est la 71e saison de l'AS Rome consécutive en Serie A

## Transferts

### Transferts estivaux
| Nom                    | Nationalité | Poste     | Transfert         | Provenance/Destination | Division           |
| ---------------------- | ----------- | --------- | ----------------- | ---------------------- | ------------------ |
| Arrivées               |             |           |                   |                        |                    |
| Nemanja Matić          | Serbie      | Milieu    | Transfert Libre   | Manchester United FC   | Premier League     |
| Cengiz Ünder           | Turquie     | Attaquant | Retour de prêt    | Olympique de Marseille | Ligue 1            |
| Justin Kluivert        | Pays-Bas    | Attaquant | Retour de prêt    | OGC Nice               | Ligue 1            |
| Pau López              | Espagne     | Gardien   | Retour de prêt    | Olympique de Marseille | Ligue 1            |
| Départs                |             |           |                   |                        |                    |
| Pau López              | Espagne     | Gardien   | Transfert (12M€)  | Olympique de Marseille | Ligue 1            |
| Cengiz Ünder           | Turquie     | Attaquant | Transfert (8,4M€) | Olympique de Marseille | Ligue 1            |
| Robin Olsen            | Suède       | Gardien   | Transfert (3,5M€) | Aston Villa FC         | Premier League     |
| Riccardo Ciervo        | Italie      | Attaquant | Transfert (2M€)   | US Sassuolo            | Serie A            |
| Daniel Fuzato          | Brésil      | Gardien   | Transfert Libre   | UD Ibiza               | LaLiga2            |
| Bryan Reynolds         | États-Unis  | Défenseur | Prêt              | KVC Westerlo           | Jupiler Pro League |
| Davide Santon          | Italie      | Défenseur | Fin de contrat    |                        |                    |
| Stefano Greco          | Italie      | Gardien   | Fin de contrat    |                        |                    |
| Sérgio Oliveira        | Portugal    | Milieu    | Fin de prêt       | FC Porto               | Liga Portugal      |
| Ainsley Maitland-Niles | Angleterre  | Milieu    | Fin de prêt       | Arsenal FC             | Premier League     |
| Borja Mayoral          | Espagne     | Attaquant | Fin de prêt       | Real Madrid            | LaLiga             |

### Transferts hivernaux
| Nom      | Nationalité | Poste | Transfert | Provenance/Destination | Division |
| -------- | ----------- | ----- | --------- | ---------------------- | -------- |
| Arrivées |             |       |           |                        |          |
| Départs  |             |       |           |                        |          |

## Compétitions
| Serie A           | Ligue Europa                       | Coupe d'Italie                               |
| ----------------- | ---------------------------------- | -------------------------------------------- |
| Sixième 63 points | Finaliste face au FC Séville (0-0) | Quarts de finale face à l'US Cremonese (1-2) |
| 18V 9N 11D        | 0V 0N 0D                           | 1V 0N 1D                                     |
| TOTAL: 0V 0N 0D   |                                    |                                              |

### Championnat

#### Évolution du classement et des résultats
| Journée  | 1 | 2 | 3 | 4 | 5 | 6 | 7 | 8 | 9 | 10 | 11 | 12 | 13 | 14 | 15 | 16 | 17 | 18 | 19 | 20 | 21 | 22 | 23 | 24 | 25 | 26 | 27 | 28 | 29 | 31 | 30 | 32 | 33 | 34 | Journées en tête |
| -------- | - | - | - | - | - | - | - | - | - | -- | -- | -- | -- | -- | -- | -- | -- | -- | -- | -- | -- | -- | -- | -- | -- | -- | -- | -- | -- | -- | -- | -- | -- | -- | ---------------- |
| Résultat |   |   |   |   |   |   |   |   |   |    |    |    |    |    |    |    |    |    |    |    |    |    |    |    |    |    |    |    |    |    |    |    |    |    | —                |
| Rang     |   |   |   |   |   |   |   |   |   |    |    |    |    |    |    |    |    |    |    |    |    |    |    |    |    |    |    |    |    |    |    |    |    |    | 0                |

### Ligue Europa

#### Coefficient UEFA
| Club | Rang 20.. | Rang 20.. | Évolution | 20..-20.. | 20..-20.. | 20..-20.. | 20..-20.. | 20..-20.. | Coefficient |
| ---- | --------- | --------- | --------- | --------- | --------- | --------- | --------- | --------- | ----------- |
| ...  | -         | -         | -         | -         | -         | -         | -         | -         | -           |
| ...  | -         | -         | -         | -         | -         | -         | -         | -         | -           |
| ...  | -         | -         | -         | -         | -         | -         | -         | -         | -           |

## Statistiques

### Statistiques collectives
| Compétition    | Débute au tour | Termine | Matches joués | Gagnés | Nuls | Perdus | Buts pour | Buts contre | Différence |
| -------------- | -------------- | ------- | ------------- | ------ | ---- | ------ | --------- | ----------- | ---------- |
| Serie A        | -              | -       | -             | -      | -    | -      | -         | -           | -          |
| Ligue Europa   | -              | -       | -             | -      | -    | -      | -         | -           | -          |
| Coupe d'Italie | -              | -       | -             | -      | -    | -      | -         | -           | -          |
| Total          | -              | -       | -             | -      | -    | -      | -         | -           | -          |

### Statistiques individuelles
(Mis à jour le )
| Numéro | Nat. | Nom | Championnat | Championnat | Championnat    | Championnat | Championnat  | Ligue Europa | Ligue Europa | Ligue Europa   | Ligue Europa | Ligue Europa | Coupe d'Allemagne | Coupe d'Allemagne | Coupe d'Allemagne | Coupe d'Allemagne | Coupe d'Allemagne | Total | Total       | Total          | Total  | Total        |
| Numéro | Nat. | Nom | M.j.        | But inscrit | Passe décisive | Averti      | Carton rouge | M.j.         | But inscrit  | Passe décisive | Averti       | Carton rouge | M.j.              | But inscrit       | Passe décisive    | Averti            | Carton rouge      | M.j.  | But inscrit | Passe décisive | Averti | Carton rouge |
| ------ | ---- | --- | ----------- | ----------- | -------------- | ----------- | ------------ | ------------ | ------------ | -------------- | ------------ | ------------ | ----------------- | ----------------- | ----------------- | ----------------- | ----------------- | ----- | ----------- | -------------- | ------ | ------------ |
|        |      |     | 0           | 0           | 0              | 0           | 0            | 0            | 0            | 0              | 0            | 0            | 0                 | 0                 | 0                 | 0                 | 0                 | 0     | 0           | 0              | 0      | 0            |